# 2012年佐罕地震
2012年佐罕地震是一起震央位於伊朗南呼羅珊省佐罕、加延和比爾詹德附近的地震，地震規模5.6Mw。事發當地時間為12月5日20時38分，根據測量部分地區的烈度達到6（VI）度，造成至少8人死亡，23人受傷。